# Emory Parnell
Emory Parnell est un acteur américain, né le 29 décembre 1892 à Saint-Paul, dans le Minnesota, et mort le 22 juin 1979 dans le quartier de Woodland Hills à Los Angeles en Californie.

## Filmographie partielle
- 1939 : Le Secret du docteur Kildare (The Secret of Dr. Kildare), de Harold S. Bucquet
- 1939 : Frou-frou de Broadway (The Star Maker) de Roy Del Ruth
- 1939 : En surveillance spéciale (Invisible Stripes) de Lloyd Bacon
- 1939 : La Maison de l'épouvante (The House of Fear) de Joe May
- 1939 : The Day the Bookies Wept de Leslie Goodwins
- 1939 : Pacific Liner de Lew Landers
- 1941 : The Blonde from Singapore d'Edward Dmytryk
- 1941 : A Shot in the Dark, de William C. McGann
- 1941 : Vedette à tout prix (Kiss the Boys Goodbye) de  Victor Schertzinger
- 1942 : Les Mille et Une Nuits (Arabian Nights) de John Rawlins
- 1942 : Wings for the Eagle de Lloyd Bacon
- 1943 : Young Ideas, de Jules Dassin
- 1943 : Dangerous Blondes de Leigh Jason
- 1943 : The Unknown Guest de Kurt Neumann
- 1943 : La Manière forte (The Hard Way) de Vincent Sherman
- 1944 : Inconnu à cette adresse (Address Unknown) de William Cameron Menzies
- 1944 : L'Amazone aux yeux verts (Tall in the Saddle), d'Edwin L. Marin
- 1944 : André Hardy préfère les brunes (Andy Hardy's Blonde Trouble) de George B. Seitz
- 1944 : Sept Jours à terre (Seven Days Ashore) de John H. Auer
- 1945 : The Crime Doctor's Courage de George Sherman
- 1946 : Colonel Effingham's Raid de Irving Pichel
- 1946 : Ses premières ailes(Gallant Journey) de William A. Wellman
- 1946 : Deadline for Murder de James Tinling
- 1946 : Queen of Burlesque de Sam Newfield
- 1947 : Violence de Jack Bernhard
- 1948 : Blonde Ice de Jack Bernhard
- 1947 : Musique aux étoiles (Calendar Girl) d'Allan Dwan
- 1948 : Un million clé en main (Mr. Blandings builds his Dream House) de Henry C. Potter
- 1949 : Secret de femme (A Woman's Secret), de Nicholas Ray
- 1949 : Mam'zelle mitraillette (The Beautiful Blonde from Bashful Bend), de Preston Sturges
- 1950 : Pour plaire à sa belle (To Please a Lady), de Clarence Brown
- 1950 : La Clé sous la porte (Key to the City), de George Sidney
- 1950 : Kill the Umpire de Lloyd Bacon
- 1951 : Le Môme boule-de-gomme de Sidney Lanfield et Frank Tashlin
- 1952 : Ma and Pa Kettle at the Fair, de Charles Barton
- 1952 : Deux Nigauds en Alaska (''Lost in Alaska) de Jean Yarbrough
- 1952 : Aventure à Rome (When in Rome) de Clarence Brown
- 1953 : Les Tuniques rouges (Fort Vengeance) de Lesley Selander
- 1954 : La Bataille de Rogue River (The Battle of Rogue River) de William Castle
- 1954 : Pride of the Blue Grass de William Beaudine
- 1955 : Deux Filles en escapade (How to Be Very, Very Popular) de Nunnally Johnson
- 1958 : L'Homme de l'Ouest (Man of the West) d'Anthony Mann